# أرنولد روثشتاين
أرنولد روثستين (17 يناير 1882 - 6 نوفمبر 1928)، الملقب بـ "الدماغ"، كان مبتزًا أمريكيًا، ومجرم، ورجل أعمال، ومقامر، وأصبح زعيمًا للمافيا اليهودية في مدينة نيويورك. اشتهر روثستين على نطاق واسع بتنظيم الفساد في ألعاب القوى الاحترافية، التورط في مؤامرة سيئة السمعة للتلاعب بنتائج بطولة العالم لعام 1919. كان أيضًا مرشدًا لزعماء الجريمة المستقبليين لوكي لوتشيانو، وماير لانسكي، وفرانك كوستيلو، وباغسي سيجل، وغيرهم الكثير.
"حوّل روثستاين الجريمة المنظمة من نشاط بلطجي يقوم به قطاع الطرق إلى عمل تجاري متطور يشبه الشركة، واكتسب سمعة سيئة باعتباره الشخص الذي أدرك لأول مرة أن حظر الكحول كان فرصة تجارية، ووسيلة لتحقيق ثروة هائلة، تمت الإشادة بروثستاين لفهمه حقائق الرأسمالية في أوائل القرن العشرين، حيث زود الناس بما يرغبون فيه، وبالتالي فرض الهيمنة في هذا المجال. ألهمت سمعته السيئة العديد من الشخصيات الخيالية المستندة إلى حياته، والتي تم تصويرها في القصص القصيرة المعاصرة وفي وقت لاحق، والروايات، والعروض المسرحية الموسيقية، والبرامج التلفزيونية، والأفلام، بما في ذلك شخصية ماير وولفشيم في رواية غاتسبي العظيم.
رفض روثستين سداد دين كبير ناتج عن لعبة بوكر وقتل في عام 1928، وقد تم تفكيك إمبراطوريته غير الشرعية وتوزيعها على عدد من منظمات العالم السفلي الأخرى وأدت جزئيًا إلى سقوط تاماني هول وصعود العمدة المصلح فيوريلو لا غوارديا بعد عشر سنوات من وفاته.

## النشأة والتعليم
ولد أرنولد روثشتاين في حياة مريحة بمانهاتن، كابن لرجل الأعمال اليهودي الأشكنازي الثري أبراهام روثستين وزوجته إستير، كان والده رجلاً مستقيماً اكتسب لقب «آبي العادل» ودرس شقيقه الأكبر ليصبح حاخامًا. عُرف عن روثستين أنه طفل صعب المراس وكان ماهرًا للغاية في الرياضيات، يعتقد والد روثستين أن ابنه يتوق دائمًا ليكون مركز الاهتمام وخلال المراهقة، بدأ روثشتاين في الانغماس في المقامرة

## مهنة غير شرعية
بحلول عام 1910 انتقل وهو بسن 28 لتندرلوين مانهاتن حيث أسس كازينوًا مهمًا
كما اشتهر بتدبيره للعديد سباقات الخيل بولاية ماريلاند التي فاز بها.
كان اسس روثشتاين شبكة واسعة من المخبرين خاصه بعض شركاء المجتمع المصرفي لوالده طبعا مع دفع علاوة للحصول على معلومات جيدة مما سهل له ان يصبح مليونيرا في سن الثلاثين.

## بطولة العالم 1919 وفضيحة بلاك سوكس
تتوفر الكثير من الأدلة لتورط روثشتاين بتدبير نتائج بطولة العالم لعام 1919
فقد دفع روثستين لأعضاء فريق شيكاغو وايت سوكس مقابل الخسارة المتعمدة لبطولة العالم أمام سينسيناتي ريدز فقد راهن عليهم وحقق ربحًا كبيرًا
تم استدعاؤه إلى شيكاغو للإدلاء بشهادته أمام هيئة محلفين كبرى لتحقيق في الحادث ولم يتمكن المدعون من العثور على أي دليل يربط بين روثشتاين والقضية
قال ليو كاتشر إن "جميع سجلات ومحاضر هيئة المحلفين الكبرى اختفت. ونفس الامر حدث للاعترافات الموقعة لسيكوت وويليامز وجاكسون
وقدز سعتجهاتة التحقيق، بعد اختفاء كل أدلتها تقريبًا، إلى حث اللاعبين على تكرار اعترافهم على المنصة. رفضوا القيام بذل، مستشهدين بالتعديل الخامس
في النهاية، لم يكن أمام القاضي خيار سوى رفض القضية
تم حظر جميع لاعبي وايت سوكس الثمانية إلى الأبد من لعبة البيسبول

## 1921 ترافرز ستيكس
تحت اسم مستعار امتلك روثشتاين فرس سباق اسمه الدم الرياضي وقد فاز بسباق ترافرز ستيكس عام 1921 في ظل ظروف مريبة. ويُزعم أن روثستين تآمر مع المدرب سام هيلدريث
وكان روثستين راهن بمبلغ 150 ألف دولار وربح روثشتاين أكثر من 500000 دولار لكن لم يتم إثبات المؤامرة مطلقًا.

## الحظر والجريمة المنظمة
مع ظهور حظر الخمور، رأى روثشتاين انها فرص عمل رائعه
وقد تنوع نشاطه من التهريب والمخدرات إلى تهريب الخمور عبر نهر هدسون والبحيرات العظمى إلشمال نيويورك.
وهو أول من استورد ويسكي سكوتش بشكل غير قانوني في أسطوله الخاص من سفن الشحن عبر المحيط الأطلسي
بفضل دعمه المصرفي وعلاقاته السياسية رفيعة المستوى سرعان ما تمكن روثستين من إدارة التنظيم السياسي تاماني هول لعصابات الشوارع.
وقد ضمت منظمته شخصيات بارزة بعالم المافيا مثل ماير لانسكي، وجاك «ليغز دايموند»، وتشارلز "لاكي" لوتشيانو، ودوتش شولتز الذين أدت شاركتهم وتعاملهم المزدوج لتخريب شكل القرن التاسع عشر بأكمله
توسط روثشتاين في كثير من الأحيان في النزاعات بين عصابات نيويورك، وبحسب ما ورد فرض رسومًا باهظة على خدماته وسرعان ما أجبر تاماني هول على الاعتراف به كحليف ضروري في إدارتها للمدينة.
كان «مكتبه» المفضل لينديز في شارع برودواي وشارع 49 في مانهاتن. غالبًا ما كان يقف على الزاوية محاطاً بحراسه الشخصيين ويقوم بأعمال تجارية في الشارع
بحلول عام 1925، كان روثشتاين أحد أقوى المجرمين في البلاد وقام بتشكيل إمبراطورية إجرامية كبيرة. لفترة من الوقت كان أكبر مهرّب في البلاد بثروة تزيد عن 10  مليون دولارات

## وفاته
في 4 نوفمبر 1928، أطلق على روثستاين الرصاص أثناء اجتماع عمل في فندق بارك سنترال في مانهاتن في شارع سيفينث أفينيو بالقرب من شارع 55. توفي بعد يومين في مستشفى نيويورك بوليكلينيك في مانهاتن.
وبحسب ما ورد كان إطلاق النار مرتبطًا بالديون المستحقة من لعبة بوكر عالية المخاطر لمدة ثلاثة أيام في أكتوبر، والتي يدين بها روثستين بمبلغ 320 ألف دولار (ما يعادل 5.5 مليون دولار في عام 2022). وادعى أن اللعبة مزورة ورفض الدفع. كان الهدف من جريمة القتل معاقبة روثستين لفشله في سداد ديونه. لاحقا ألقي القبض على المقامر جورج "هامب" ماكمانوس بتهمة القتل، ولكن تمت تبرئته لعدم كفاية الأدلة.